# 日本とカザフスタンの関係
日本とカザフスタンの関係（にほんとカザフスタンのかんけい、カザフ語: Жапония — Қазақстан қатынастары, ロシア語: Казахстанско-японские отношения、英語: Japan–Kazakhstan relations）では、日本とカザフスタンの関係について概説する。
ソ連時代にも僅かな交流は存在したが、本格的な交流は1991年12月16日の独立、遅れて12月28日の日本の国家承認以後であり、両国関係の歴史は浅い。

## 両国の比較
|            | カザフスタン                    | 日本                     | 両国の差                     |
| ---------- | ------------------------------- | ------------------------ | ---------------------------- |
| 人口       | 1877万7千人（2020年・推計人口） | 1億2614万6千人（2020年） | 日本はカザフスタンの約6.7倍  |
| 国土面積   | 272万4,902 km2                  | 37万7,975 km2            | カザフスタンは日本の約7.2倍  |
| 首都       | アスタナ                        | 東京都（事実上）         |                              |
| 最大都市   | アルマトイ                      | 東京都区部               |                              |
| 政体       | 共和制                          | （民主制） 議院内閣制    |                              |
| 公用語     | カザフ語 ロシア語               | 日本語（事実上）         |                              |
| 国教       | なし                            | なし                     |                              |
| GDP (名目) | 1712億米ドル（2020年）          | 5兆487億米ドル（2020年） | 日本はカザフスタンの約29.5倍 |
| 地図       |                                 |                          |                              |

## 要人往来

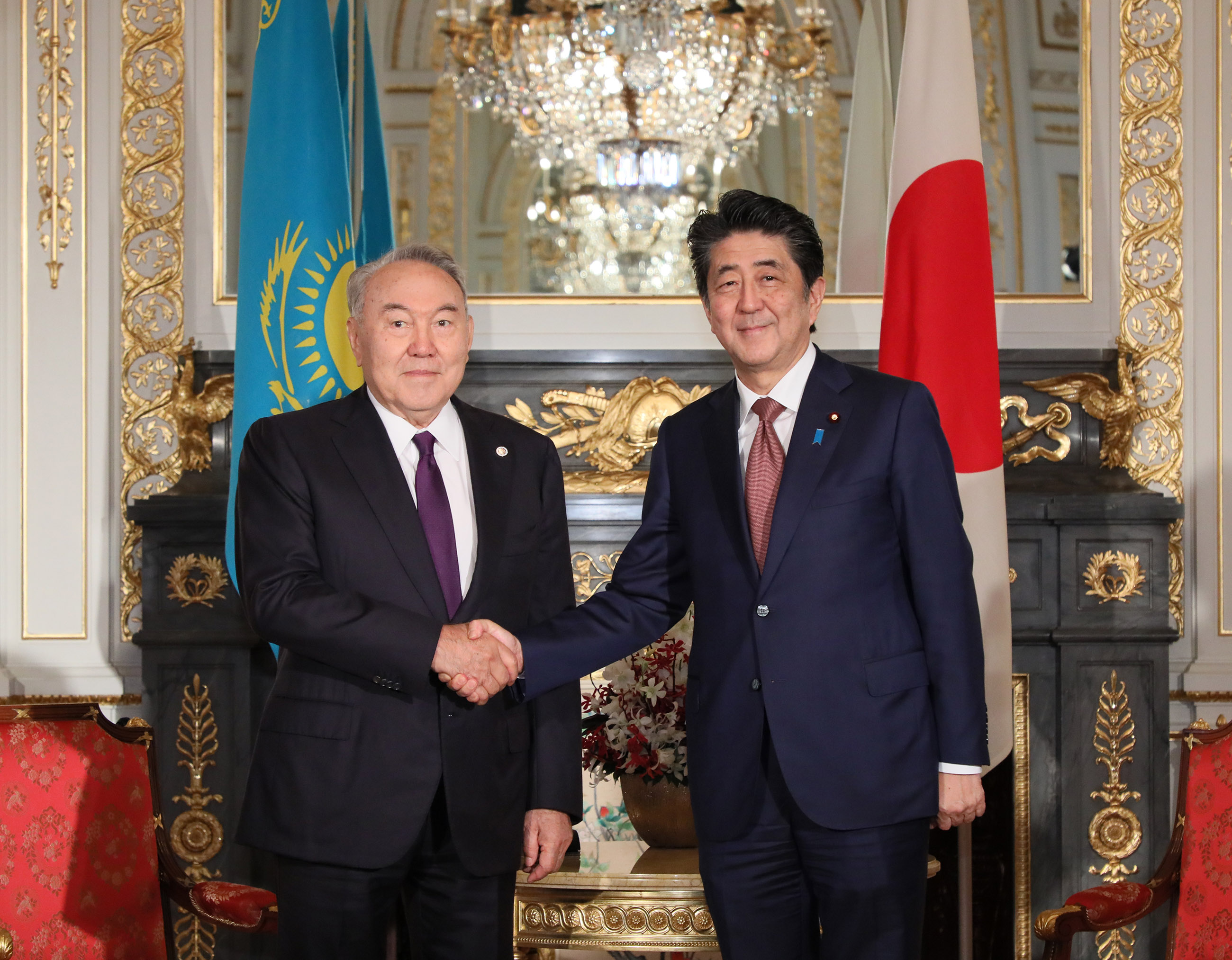
日・カザフスタン二国間会談（2019年10月）

両国は互いに大使館を置き（在カザフスタン日本国大使館および駐日カザフスタン大使館）、2006年には小泉純一郎首相が、2015年10月には安倍晋三首相がカザフスタンを訪問した。一方、カザフスタン側からは2019年10月に、即位の礼に際して30年近く大統領を務めたヌルスルタン・ナザルバエフが来日し、会談を執り行うなど交流を深めている。

## 経済・技術交流
2004年8月に日・カザフスタン技術協力協定署名、2008年12月に日・カザフスタン租税条約署名、2010年3月に日・カザフスタン原子力協定署名、2014年10月には日・カザフスタン投資協定が署名されるなど、21世紀に入って立て続けに経済・技術に関する二国間協定が結ばれており、交流の深化が図られている。特にカザフスタンはウランの有力な産出国であり、一方で日本は複数の原子力発電所を保有する国家であるため、原子力エネルギー面での協力関係にある。
貿易では、日本の対カザフスタン輸出額は383.52億円 に留まるのに対し、輸入額は786.10億円 に上り、日本の輸入超過である。これは日本がカザフスタンから原油および合金鉄などの資源を輸入しているためである。このように資源面で繋がりは強く、日本のカザフスタンへの直接投資はおよそ2.9億ドル であり、カスピ海のカシャガン油田開発には日本の国際石油開発帝石（INPEX）も参加している。開発支援も僅かながら行われており、カザフスタンの主要援助国は米国、ドイツ、フランス、英国、オーストリア、韓国などであるが、2016年に限り日本は第5位のカザフスタン資金援助国であった。

## 文化交流
1997年に最大都市アルマトイから遷都されたアスタナはベルリンを手本とした計画都市であるが、これは日本人建築家の黒川紀章の計画に基づいて建設されている。都市は未だ建設計画の途上であり、市の全体像の完成は2030年頃とされているが、黒川紀章の計画は未だ継承されている。
2021年時点で、カザフスタンに在留している邦人は121人、在日カザフスタン人は423人 であり、民間人の交流は限られている。

## 外交使節

### 駐日カザフスタン大使

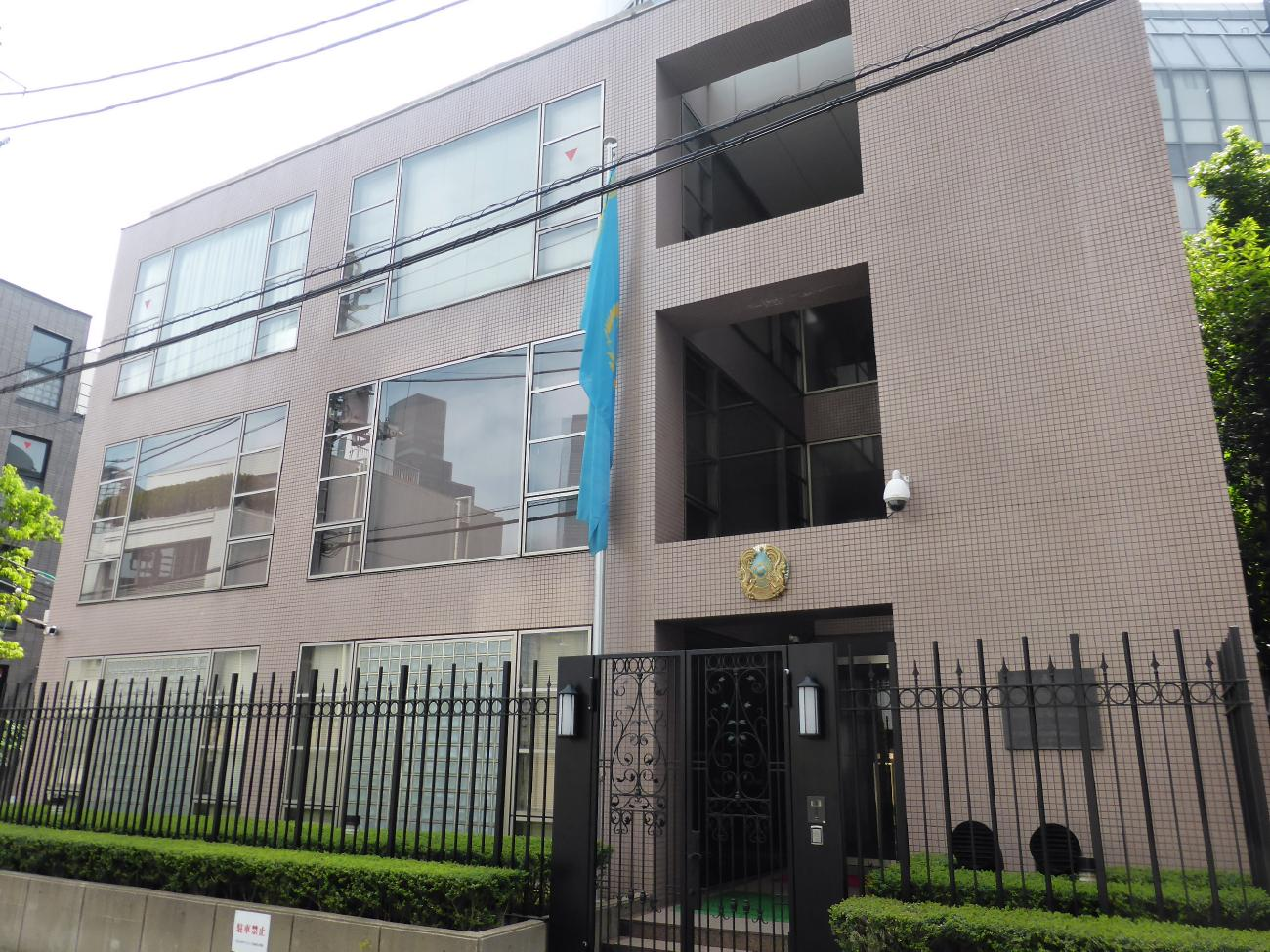
駐日カザフスタン大使館全景（東京）

- （臨時代理大使）サーブル・サイラウベコヴィチ・エシムベコフ（1995～1996年、初代駐日大使の着任後も2000年まで駐日大使館で勤務）

1. チェレウーハン・カッブドゥラフマノフ（ロシア語版）（1996～2003年、信任状捧呈は1997年2月18日[18]）
  - （臨時代理大使）カイラート・サルジャーノフ（2003年）
2. ボラット・カビディルハミトヴィチ・ヌルガリエフ（2003～2006年、信任状捧呈は2004年2月18日[19]）
  - （臨時代理大使）ディナーラ・ジェルディバエバ（2006～2007年）
3. アクルベク・アブサトウリ・カマルディノフ（ロシア語版）（2007～2016年、信任状捧呈は8月20日[20]）
4. イェルラン・ケネスーウリ・バウダルベック＝コジャタエフ（ロシア語版）（2016～2021年、信任状捧呈は6月10日[21]）
5. サーブル・サイラウベコヴィチ・エシムベコフ（臨時代理大使と同一人物[17]、カザフスタン日本経済委員会会長[22][23]、2021～2025年、信任状捧呈は7月15日[24]）
  - （臨時代理大使）アンヴァル・ミルザティラエフ（2025年～）

## シベリア抑留
第二次世界大戦後、シベリア抑留の対象となった日本人捕虜の一部が、カザフスタンの各都市に設けられた収容地区（ラーゲリ）へ移送・収容された。移送された捕虜数は約35000人から約58900人と資料により幅がある。これは北朝鮮や満州で武装解除された集団のほか、一度シベリアや沿海州に送られた後に改めて中央アジアに移された集団がいること。また、戦犯容疑で裁判にかけられ、カザフスタンの収容所から中国に引き渡された者などが輻輳していることも理由の一つである。いずれにせよ過酷な環境で強制労働に従事し、多くの者が命を落とした。